# Ablanitsa (vattendrag)
Ablanitsa (bulgariska: Абланица) är ett vattendrag i Bulgarien.   Det ligger i regionen Pazardzjik, i den sydvästra delen av landet, 100 kilometer sydost om huvudstaden Sofia.
I omgivningarna runt Ablanitsa växer i huvudsak blandskog. Runt Ablanitsa är det ganska tätbefolkat, med 67 invånare per kvadratkilometer.